# House of David
House of David är en amerikansk historisk dramaserie som hade premiär på Prime Video den 27 februari 2025. Den första säsongen som består av åtta avsnitt är skapad av Jon Erwin.

## Handling
House of David kretsar kring David, som börjar sitt liv som herde och sedermera musiker vid kung Sauls hov. Med Guds makt bakom sig, anmäler sig som frivillig för en till synes hopplös duell mot den fruktansvärde jätten Goljat.

## Rollista (i urval)
- Michael Iskander – David
- Ali Suliman – kung Saul
- Ayelet Zurer – Ahinoam
- Stephen Lang – Samuel
- Louis Ferreira – Jesse